# L'impero delle termiti giganti

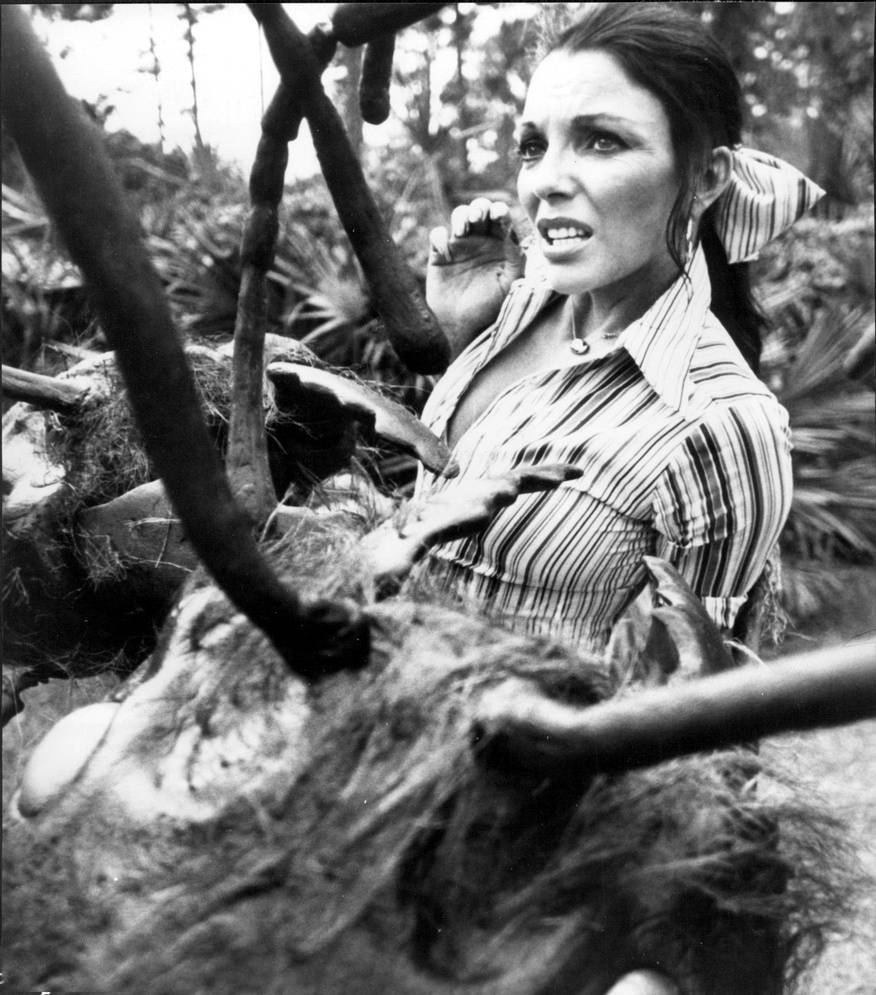
Joan Collins in una scena del film

L'impero delle termiti giganti (Empire of the Ants) è un film del 1977 diretto da Bert I. Gordon.
Il soggetto del film è liberamente ispirato al racconto L'impero delle formiche (Empire of the Ants) di H. G. Wells del 1905 (benché nel titolo italiano si faccia riferimento alle termiti, in realtà i mostri del film sono formiche).
Si tratta del terzo e ultimo film di un ciclo di film ispirati ai testi di H. G. Wells prodotti dalla American International Pictures, ciclo che comprende anche Il cibo degli dei e L'isola del dottor Moreau.

## Trama
Durante un viaggio organizzato da una agente immobiliare con dei potenziali clienti, lungo la costa della Florida, il gruppo viene assalito da mostruose creature, che sono formiche giganti, derivate dalle scorie radioattive presenti nella regione. Il gruppo cerca riparo in uno zuccherificio, senza sapere che i colossali insetti hanno il controllo anche dell'edificio.

## Critica
(Fantafilm)

## Curiosità
La protagonista Joan Collins ha rivelato che accettò d'interpretare questo film perché stava attraversando un periodo difficile dal punto di vista economico, definendolo il punto più basso di tutta la sua carriera, nonostante con il tempo tale pellicola sia diventata un cult.